# Atrichum tenellum
Atrichum tenellum là một loài Rêu trong họ Polytrichaceae. Loài này được (Röhl.) Bruch & Schimp. mô tả khoa học đầu tiên năm 1844.